# Newton (New Hampshire)
Newton – miasto w Stanach Zjednoczonych, w stanie New Hampshire, w hrabstwie Rockingham.